# Aes triplex
La locuzione latina Aes triplex, tradotta letteralmente, significa triplo bronzo [triplo strato di bronzo]. Orazio (lib. I, ode III, v. 9).
Il poeta immagina ed esalta il coraggio del primo navigatore che, sprezzante di ogni pericolo, affida la propria vita ad una fragile imbarcazione:

"Illi robur et aes triplex circa pectus erat, qui fragilem truci commisit pelago ratem primus..." - aveva il cuore foderato di quercia e triplo strato di bronzo colui che per primo affidò il suo fragile legno al torvo mare...